# كازو كاواساكي
كازو كاواساكي (باليابانية: 川崎和男؛ بالكانا: かわさき かずお) هو مصمم ياباني، ولد في 26 فبراير 1949 في فوكوي في اليابان.